# (11897) Lemaire
(11897) Lemaire (1991 GC7) – planetoida z pasa głównego asteroid okrążająca Słońce w ciągu 3,42 lat w średniej odległości 2,27 j.a. Odkryta 8 kwietnia 1991 roku.